# Heinrich von Sybel

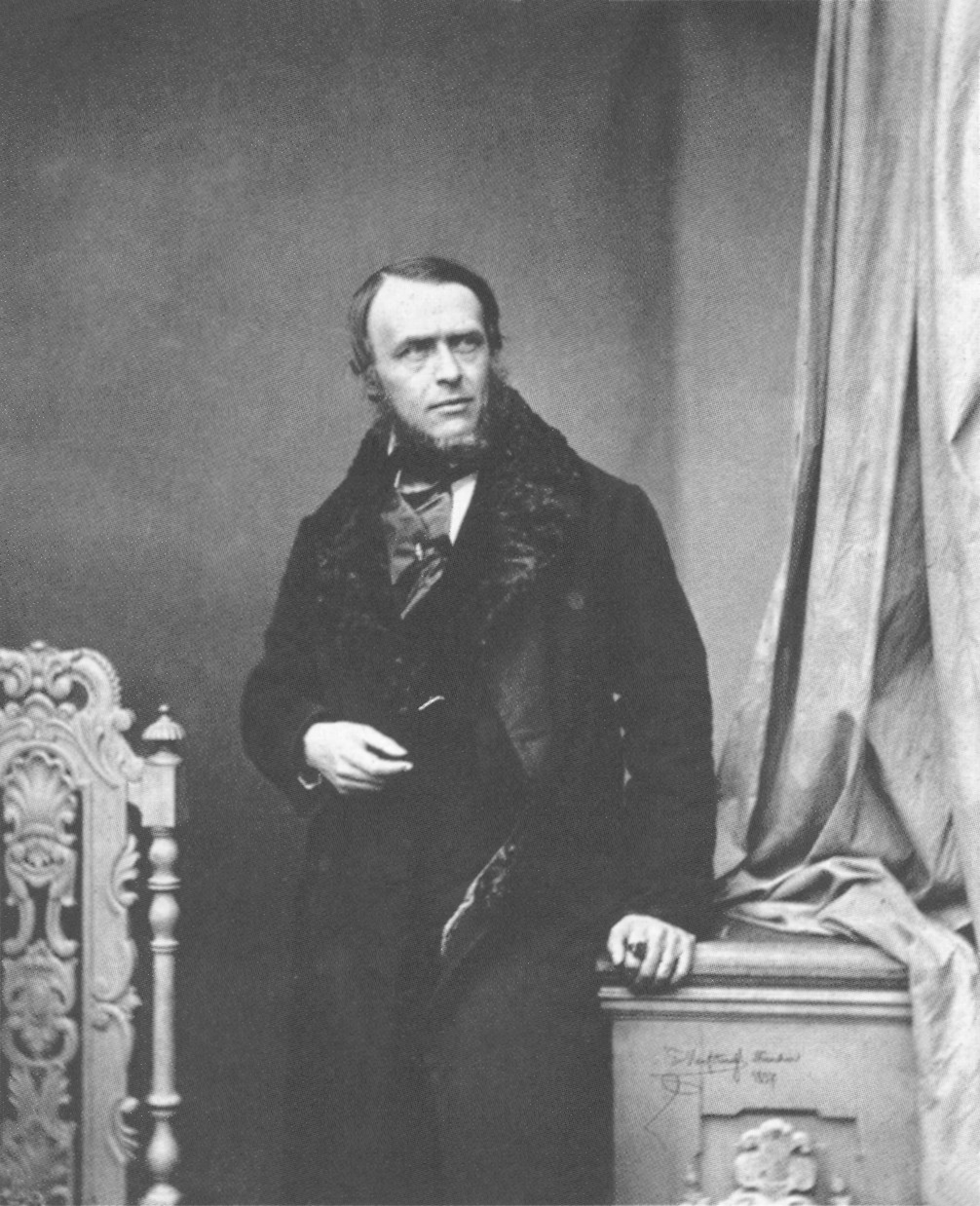
Heinrich von Sybel, 1857

Heinrich Karl Ludolf Sybel, od roku 1831 von Sybel (2. prosince 1817 Düsseldorf– 1. srpna 1895 Marburg), byl německý historik, archivář a politik .

## Život

### Původ
Sybel pocházel z dlouho zavedené protestantské rodiny pastorů a učitelů z vestfálského Soestu, a byl synem právníka Heinricha Ferdinanda Philippa von Sybel (1781–1870), který byl díky sňatku velmi bohatý a v roce 1831 dědičně nobilitován. Jeho matkou byla Charlotta Amalie Brügelmannová (1798–1846), dcera elberfeldského továrníka Karla Friedricha Brügelmanna (1758–1824). Jeho bratr Alexander (1823–1902) byl významným rýnsko-pruským úředníkem a hospodářským politikem.

### Vzdělání
Po složení maturitní zkoušky začal v Berlíně studovat historii a od roku 1834 byl v tomto oboru žákem Leopolda von Rankeho (1795–1886). Roku 1838 Sybel ukončil svá studia získáním titulu doktor filozofie. O dva roky později se mohl habilitovat na univerzitě v Bonnu a již roku 1841 publikoval Geschichte des ersten Kreuzzugs (Dějiny první křížové výpravy), v nichž dokázal, že Petr Poustevník nebyl strůjcem a Godefroy z Bouillonu nebyl vůdcem první křížové výpravy. Následně byl v Bonnu jmenován docentem a roku 1844 mu byla svěřena mimořádná profesura.

### Rodina
V roce 1841 se oženil s Caroline Eckhardt (1817–1884), dcerou zeměměřiče Christiana Eckhardta (1784–1866). Pár měl několik dětí: Friedrich Ludwig Karl (1844–1927), Bertha Rolffs (1856–1943), Ludwig Bruno (1846–1929), 1883 Adele Keller.

### Profesionální kariéra

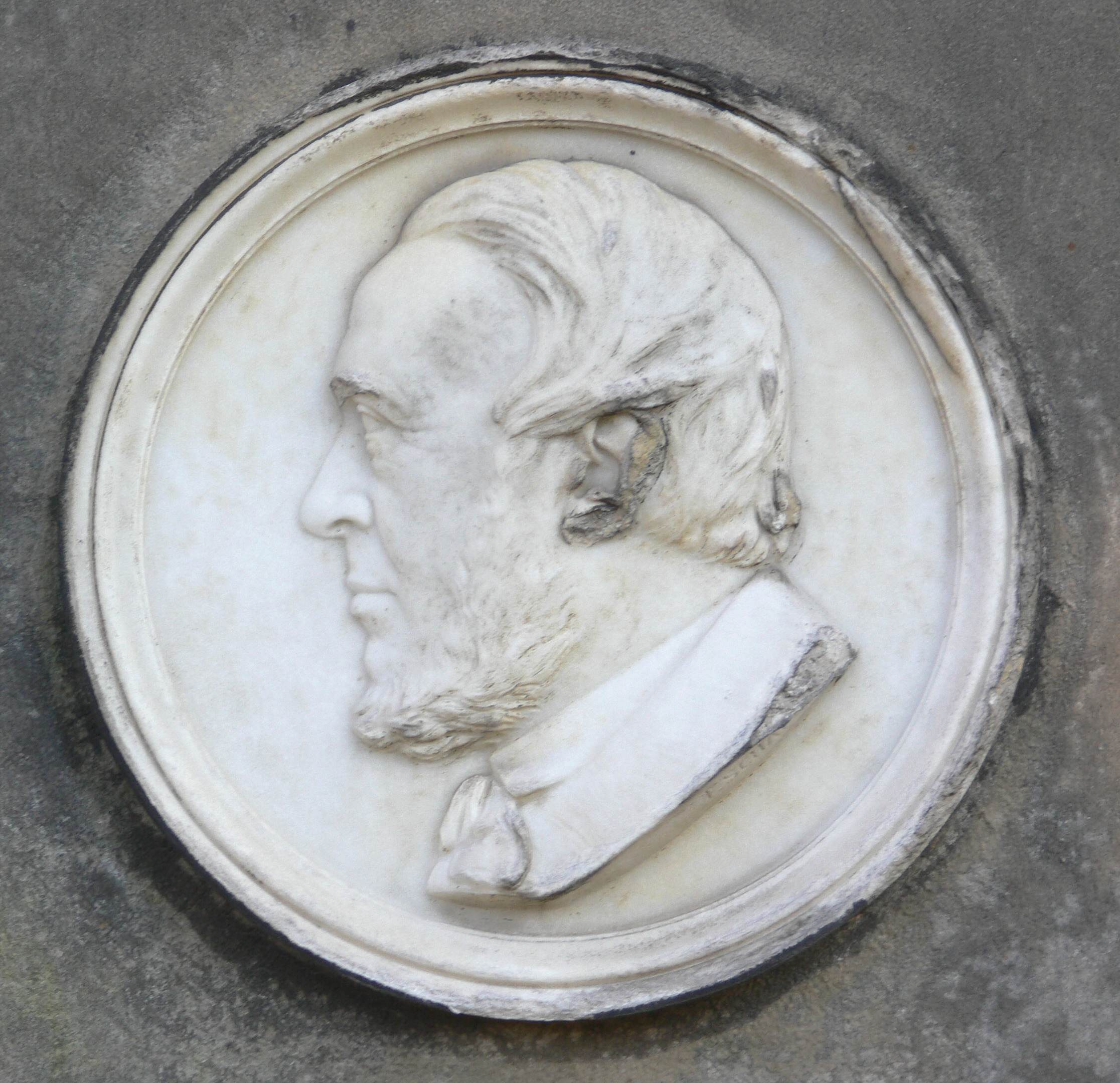
Reliéfní portrét na jeho hrobě na hřbitově Alten St.-Matthäus-Kirchhof v Berlíně-Schönebergu.

Na podzim roku 1845 přijal Sybel místo řádného profesora na univerzitě v Marburgu. Tam se také politicky angažoval a podporoval liberální hnutí.
Byl členem Frankfurtského parlamentu ve Frankfurtu nad Mohanem, který se sešel mezi 31. březnem a 3. dubnem 1848 ve frankfurtském Paulskirche. Mezi lety 1848 a 1849 byl Sybel také členem stavovského shromáždění v Kasselu, kde patřil k umírněným. Z tohoto důvodu odmítal lidovou suverenitu stejně jako i všeobecné volební právo.
Mezi 20. březnem a 29. dubnem 1850 pracoval Sybel ve stavovském domě Erfurtského unijního parlamentu, který zasedal v erfurtském Augustinerkirche. Mezi lety 1862–1864 a znovu mezi lety 1874–1880 byl Sybel členem pruské Sněmovny reprezentantů. Kromě toho byl roku 1867 poslancem v ustavujícím se Říšském sněmu Severoněmeckého spolku. Jako odpůrce katolicismu se Sybel zapojil do tzv. Kulturkampfu.
Od roku 1856 působil Sybel jako profesor historie na univerzitě v Mnichově. Tam založil dodnes existující historický seminář. Kromě toho se z pověření tehdejšího bavorského krále Maxmiliána II. také zasadil o zřízení historických seminářů na dalších dvou zemských univerzitách, na univerzitě v Erlangenu a na univerzitě ve Würzburgu. V Erlangenu přitom úzce spolupracoval s historikem a Rankeho žákem Karlem von Hegelem (1813–1901), s nímž byl úzce spjat také prostřednictvím Historické komise při Bavorské akademii věd v Mnichově, kterou založil spolu s Leopoldem von Rankem v roce 1858. Do roku 1862 jí předsedal jako sekretář  a v letech 1886 až 1895 byl jejím prezidentem. V roce 1859 založil časopis Historische Zeitschrift a vedl jej až do konce svého života. Za jeho působení v Mnichově vznikl také plán pro edici aktů Říšského sněmu Svaté říše římské (Reichstagsakten-RTA). Koncepční přípravné práce vzešly od historika Georga Voigta (1827–1897), který byl při tom podporován Sybelovými žáky Wilhelmem Maurenbrecherem (1838–1892) a Hansem Delbrückem (1848–1929).

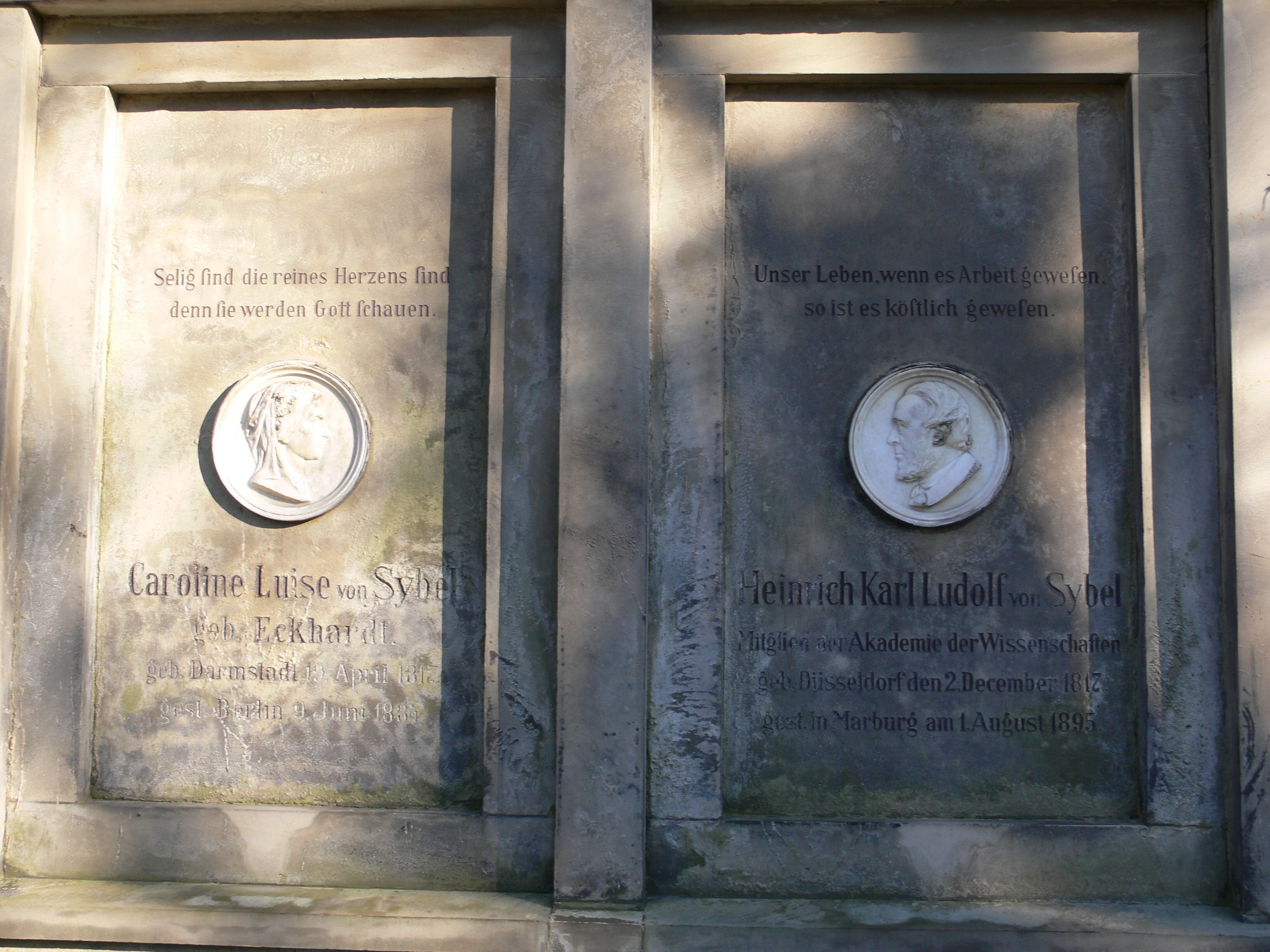
hrobka

V roce 1861 přijal Sybel místo na univerzitě v Bonnu. V letech 1867/68 působil jako rektor této univerzity. V roce 1875 byl pověřen vedením Pruského státního archivu. Podílel se také na založení Německého historického ústavu v Římě. Kromě toho po mnoho let dohlížel na zprávy papežské nunciatury. V roce 1875 ho Pruská akademie věd zvolila jejím řádným členem poté, co byl již 31. května 1874 přijat do pruského řádu za zásluhy o vědu a umění. Již od roku 1861 byl externím členem Bavorské akademie věd. V roce 1890 se stal zahraničním členem Královské nizozemské akademie věd.

### Závěr života
Heinrich von Sybel zemřel ve věku 77 let dne 1. srpna 1895 v domě svého syna Ludwiga v Marburgu. Byl pohřben vedle své manželky Caroline, rozené Eckhardtové (1817–1884), na hřbitově Alten St.-Matthäus-Kirchof v Schönebergu u Berlína na dědičném pohřebišti, které sám získal v roce 1884. Hrobové místo - jednoduchá dvouosá nástěnná hrobka od stavebního mistra Carla Mittaga - se vyznačuje dvěma reliéfními tondami od Fritze Schapera (1841–1919), na nichž jsou Sybel a jeho žena vyobrazeni z profilu. Sybelův hrob byl od roku 1952 do roku 2013 vyhrazen jako berlínský čestný hrob.

## Práce a vliv

### Základní vědecké postoje

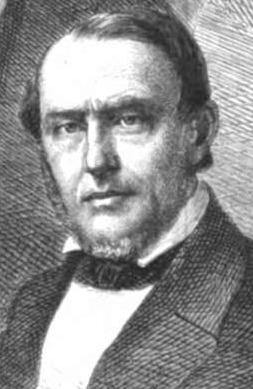
Heinrich von Sybel, 1862, ilustrace od Hermanna Scherenberga

Jako Rankeho žák založil Sybel moderní historickou vědu. Těžištěm jeho bádání byly císařské dějiny středověku a s tím související prameny, v neposlední řadě proto, že v Sybelově době v nově založeném německém císařství to bylo považováno za základ jeho legitimity. Sybel je ukázkovým příkladem toho, že objektivita v historiografii by v žádném případě neměla být chápána ve smyslu politické neutrality, což mimochodem platí i pro Rankeho. Johann Gustav Droysen (1808–1884) toto prakticky odmítá.Sybel považoval za nezanedbatelný úkol středověkého německého historického bádání legitimizovat novou německou císařskou říši. Napsal také dějiny založení říše, které lze považovat za potvrzení otázky legitimizace německého císařství. Jedním z úkolů studia historie pro něj byl vzdělávací význam této profese, a to jak jako odborného historika, tak jako učitele dějepisu pro stát a národ. Jeho historiografie byla kritiky charakterizována jako borussianismus.

### Sybel-Fickerův spor
Tento názor se projevil také a zejména v široce sledované polemice mezi Sybelem a innsbruckým historikem Juliem Fickerem (1826–1902), v takzvaném Sybel-Fickerově sporu z let 1859–1861. Sybel tvrdil, že italskou a císařskou politiku německých panovníků ve středověku je třeba považovat za katastrofální, protože zabránila vzniku německého národního státu. Ficker tento názor odmítl s argumentací, že středověk by neměl být posuzován z pohledu současnosti, a že národní stát není v žádném případě jediným žádoucím cílem dějin. Přestože Sybelův názor byl ještě v roce 1927 podporován Georgem von Belowem (1858–1927), dlouhodobě převládlo Fickerovo hodnocení.

### Spor s Ernstem Hermannem
Od roku 1861 také vedl spor s Ernstem Herrmannem (1812–1884) o původu evropské koalice proti revoluční Francii na konci 18. století.

### Význam
Není divu, že se nedochovalo téměř žádné ze Sybelových děl. Jeho význam na poli historické vědy spočíval spíše v roli vědeckého organizátora než odborného historika. Jedním z jeho významných přínosů jako organizátora bylo paralelní strukturování vzdělávání odborných historiků a učitelů dějepisu v rámci profesionalizace a institucionalizace výuky historie na univerzitách, které šlo ruku v ruce s vytvořením seminární struktury.
Historický seminář se liší od historického praktického cvičení, které bylo na univerzitách běžné až do druhé poloviny 19. století, tím, že není jen pouze o cvičení, ale vlastní také institucionálně propojenou knihovnu, která má zase svůj rozpočet.
Jedním ze Sybelových nejvýznamnějších žáků byl Friedrich Philippi (1809–1882).

## Politická stanoviska
V debatě týkající se přijímání žen na univerzity, která probíhala v druhé polovině 19. století, se Sybel postavil proti studiu žen. Vysvětlil například, že „doménou ženy je zdánlivě úzký a jednotvárný domácí život, doménou muže je svět venku, věda, právní systém, stát“.

## Dílo (výběr)
- Geschichte des ersten Kreuzzugs, Schreiner, Düsseldorf 1841
- Der heilige Rock zu Trier und die zwanzig andern heiligen ungenähten Röcke. Eine historische Untersuchung (mit Johann Gildemeister). Buddeus, Düsseldorf 1844/45.
- Geschichte der Revolutionszeit von 1789–1795, 5 Bde., Düsseldorf 1853–1879.
- Die deutsche Nation und das Kaiserreich. Eine historisch politische Abhandlung. Buddeus, Düsseldorf 1862.
- Kleine Historische Schriften, 3 Bde., München 1869–1880.
- Vorträge und Aufsätze, Berlin 1874.
- Die Begründung des Deutschen Reiches durch Wilhelm I. vornehmlich nach den preußischen Staatsacten. 7 Bde., München 1889–1894.
- Vorträge und Abhandlungen, hrsg. v. Conrad Varrentrapp, München 1897.

## Webové odkazy
- http://www.gleichsatz.de/b-u-t/can/b4/sybel1.html
- https://portal.dnb.de/opac/showPreviousResultSite?currentResultId=%22Heinrich%22+and+%22von%22+and+%22Sybel%22%26any&currentPosition=10
- https://www.deutsche-digitale-bibliothek.de/searchresults?isThumbnailFiltered=true&query=Heinrich%2Bvon%2BSybel&viewType=list
- https://www.lagis-hessen.de/pnd/118620223